# Giovanni Antonio Sogliani

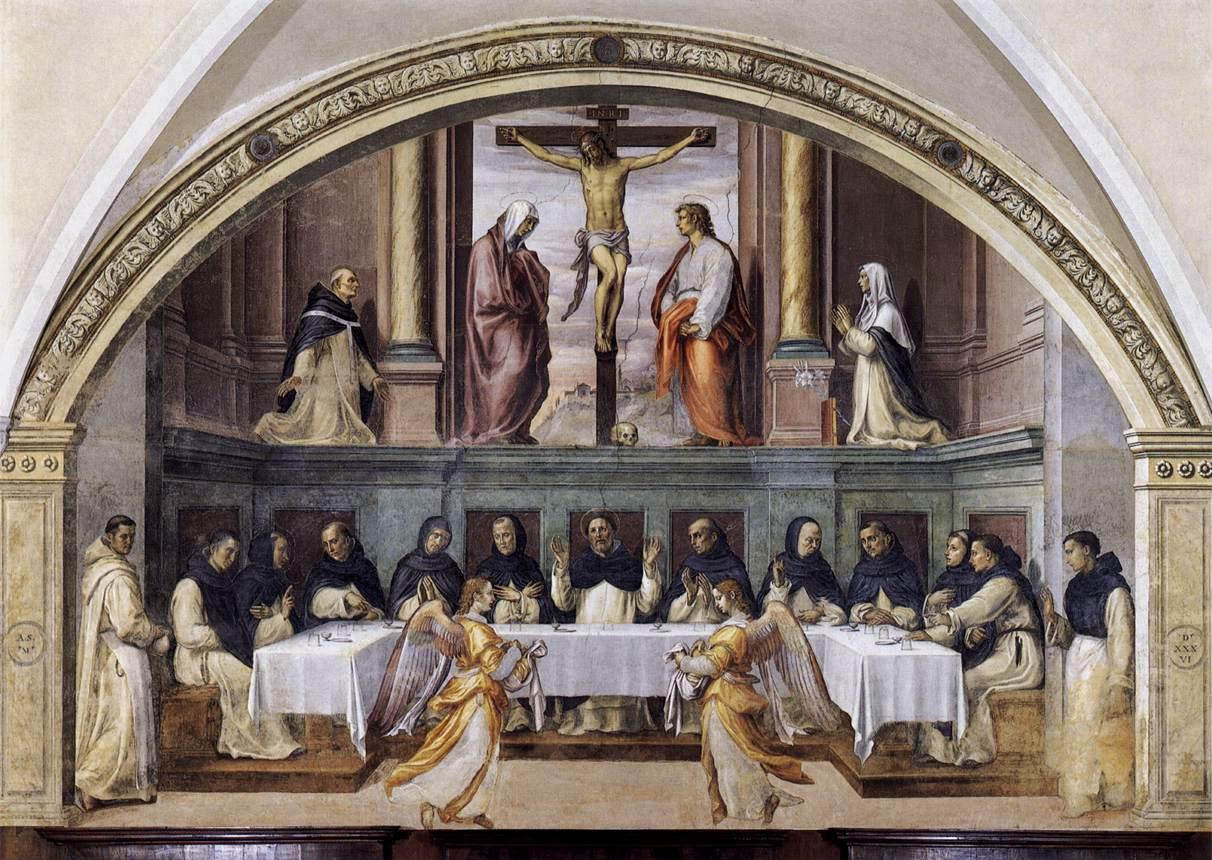
St Dominique et ses Frères nourris par les Anges (1536), couvent San Marco, Florence.

Giovanni Antonio Sogliani ou Giovannantonio di Francesco Sogliani (1492 - 15 juillet 1544) est peintre italien de la Renaissance, apprécié pour sa capacité à représenter figurativement l'esprit de la Contre-Réforme.

## Biographie
Il travailla pendant plus de 25 ans dans l'atelier de Lorenzo di Credi dans le style de Fra Bartolomeo et Mariotto Albertinelli.
Sogliani exécuta des peintures de l'abside du Dôme de Pise où il termina même la Madone avec les saints et la Madone des Grâces, commencée par Andrea del Sarto.
Il mourut à cinquante ans d'une maladie de la prostate.

## Œuvres
- Cenacolo di Candeli (1510-1514), réfectoire de Santa Maria di Candeli, Borgo Pinti, Florence.
- Martyre de San Acasio, Basilique San Lorenzo de Florence
- Circoncision, San Domenico, Prato
- Cenacolo de Sogliani, Vision de saint Dominique (1536), grand réfectoire du couvent San Marco.
- Jésus lavant les pieds à un apôtre (1531), église Santa Maria delle Grazie, Anghiari
- La Cène (1531)[3] et Jeune esclave, église Santa Maria delle Grazie, Anghiari.
- Concezione della Vergine del Sogliani, chapelle Sant'Anna, annexe de l'Hôpital Bonifacio de Florence, transférée dans la galerie de l'Hôpital Santa Maria Nuova.
- La Vierge à l'Enfant avec saint Jean-Baptiste, dépôt de la ville de Langrune-sur-Mer au musée des beaux-arts de Caen[4].
- Nombreux dessins au département des arts graphiques du musée du Louvre
- Santa Caterina d'Alessandria, Milan, Pinacothèque Brera
- Le Sacrifice de Caïn et Le sacrifice d'Abel, Pise, cathédrale.
- Beaux-Arts de Paris :
  - Deux jeunes gens portant des plats[5], pierre noire, H. 0,420 ; L. 0,262 m. Au verso : deux figures assises à la pierre noire et un Christ debout avec sa croix, piqué à l'aiguille. Les deux figures du recto portant des plats sont vraisemblablement destinées à prendre place dans une composition illustrant un banquet, peut être des Noces de Cana. L'homme assis du verso avec une jeune femme est à mettre en relation avec deux feuilles du cabinet des dessins de Rome. Les contours du Christ rédempteur apparaissent de manière similaire sur un dessin de la galerie des Offices à Florence[6].
  - Ange jouant du luth[7], pierre noire, rehauts de blanc sur papier bleu, H. 0,248 ; L. 0,148 m. On peut supposer que Sogliani destinait cet ange à une Sainte Conversation de sa propre invention. On peut rapprocher cette feuille de la Vierge à genoux du musée du Louvre , d'une Jeune femme agenouillée du Musée des Beaux-Arts d'Ottawa et de la Femme agenouillée du musée des Beaux-Arts de Lille[8].
  - Personnage drapé debout, tenant une palme dans la main gauche[9], pierre noire et craie blanche, H. 0,340 ; L. 0,165 m. Au verso : personnage drapé debout, tenant un phylactère, à la pierre noire. Etude pour la figure de Bernard de Clairvaux à droite de La Querelle autour de l'Immaculée Conception de la Galleria dell'Accademia à Florence[10].